# Кристина
Кристина е женско собствено име с гръцки произход и производно на мъжкото име Кристиан, а в България и на Кръстина, Кръстан, Кръстана, Кръстю. Името е пряко свързано с християнската религия и както всички сходни имена буквално означава последовател на Христос. В християнския свят Кристина празнува имен ден на 24 юли. Кристина е най-широко разпространената форма на името, но то има и локални вариации като Кристин, Кирстин, Криси, Кристи, Кирси, Шерсти, Стине, Кристиана, Тина и прочее. Името се ползва с особена популярност в англоговорещия свят, където то има множество вариации и в е топ 10 на най-популярните женски имена в САЩ и Великобритания.
В България Кристина често е замествано от Христина, а други производни форми са Кристиана (Кристияна) и Христиана (Християна).
Кристина е латинско име, което означава християнка. Името е възникнало през Средните векове в Европа за обозначаване на християните.